# Тоголендская кампания
Тоголендская кампания (англ. Togoland campaign) — военная кампания в Того во время Первой мировой войны, проходившая с 6 по 26 августа 1914 года.
6 августа 1914 года французские и британские войска призвали колонию сдаться. На следующий день войска Великобритании и Франции, не встретив сопротивления, вторглись в германскую колонию Тоголенд в Западной Африке. Основные силы англичан и французов для кампании были взяты из соседних колоний Золотой Берег и Дагомея. Они наступали вдоль побережья по обычным и железным дорогам, тогда как меньшие силы продвигались от Камины с севера.
Анечо и Порто-Сегуро (сегодняшний Агбодрафо) пали без сопротивления. Войска Антанты оккупировали столицу колонии Ломе 12 августа. Немецкие колониальные войска были выведены из прибрежной провинции, а затем двинулись к крупной радиостанции Камина (к востоку от Атакпаме), где располагалась новая радиостанция, с помощью которой осуществлялась связь Того с Берлином, Атлантикой и Южной Америкой. Немецкие войска отошли вглубь страны и ограничились взрывом железнодорожных мостов через реки Сио и Лили, чтобы замедлить продвижение противника. В течение нескольких дней вдоль железнодорожной линии Ломе-Атакпаме развернулась небольшая война между отступающими немецкими силами и наступавшими от побережья англо-французскими колониальными войсками. Немецкие войска смогли задержать наступление союзников в течение нескольких дней в боях при Бафило, Агбелувхое и Хре. Однако из-за деморализации наемников и носильщиков, а также нехватки боеприпасов немцам 23 августа пришлось эвакуировать позицию. Это открыло путь к радиостанции Камина возле Атакпаме. В ночь с 24 на 25 августа 1914 года станция была уничтожена самими немцами, поджёгшими оборудование и повалившими радиомачты. Затем немецкий командующий сдался 26 августа 1914 года.
В 1916 году Тоголенд был разделён между победителями. В июле 1922 года Британское Того и Французское Того были официально созданы как мандатные территории Лиги Наций.